# 大村貞蔵
大村 貞蔵（おおむら さだぞう、明治3年（1870年）7月 - 没年不明）は日本の実業家、政治家。旧姓は勝部。島根県平民、島根県多額納税者。町会議員。平田銀行取締役。松江銀行監査役。松江銀行常務取締役。農業。
六女真佐子は坂口合名会社・代表社員会長2代目坂口平兵衛の妻。坂口合名会社・代表社員会長3代目坂口平兵衛は孫。坂口合名会社・代表社員社長坂口清太郎・山陰放送社長坂口吉平は曾孫。

## 経歴
島根県人・勝部仙太郎の九男。先代キチの養子となる。明治29年（1896年）家督を相続する。
松江中学、中央大学に学ぶ。農業を営む。
地方自治および産業振興に尽くした。

## 家族・親族

### 大村家

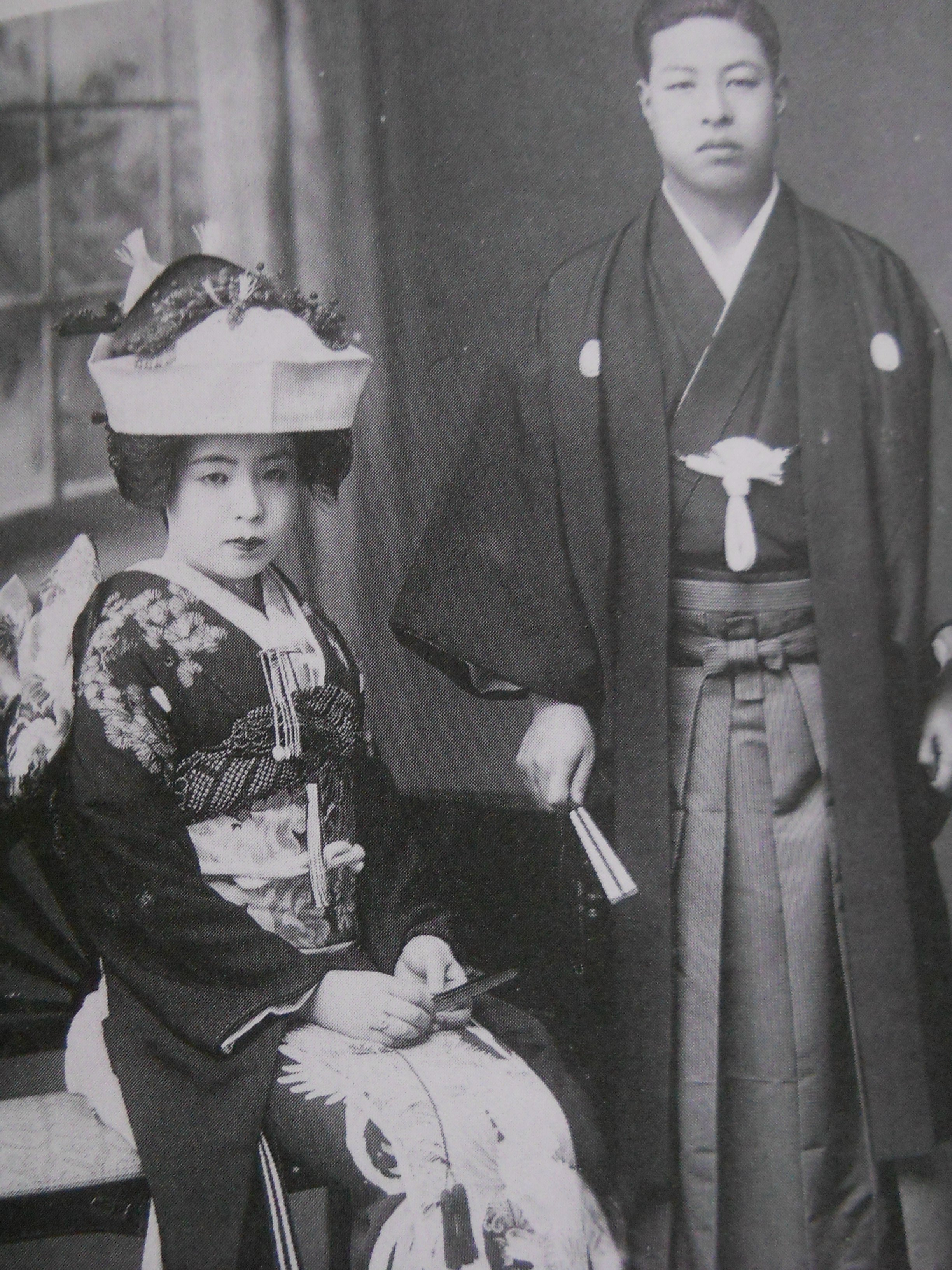
2代目坂口平兵衛と六女真佐子
（昭和2年3月）

（島根県簸川郡大社町（現出雲市））
当家は千家国造家と縁故深く杵築町に於ける旧家である。
- 養母・キチ（島根、勝部繁左衛門長女[2]）

安政5年（1858年）4月生 - 没
- 妻・セン[2]（養父喜十郎長女[2]）

明治7年（1874年）10月生 -　没
- 男・義雄[2]（実業家）

明治25年（1892年）7月生 -　没
- 同妻・直子（山口、富村武雄二女）

- 長女・幸子[2]

明治27年（1894年）7月生 -　没
- 二女・富寿子（木佐徳之助に嫁す[2]）

明治29年（1896年）11月生 -　没
- 四女・淑子[2]

明治35年（1902年）3月生 -　没
- 三男・泰吉（桜井千代子の入夫となる[2]）

明治36年（1903年）12月生- 平成3年（1991年）3月没
- 五女・美和子（鳥取県人奥田亀造二男勇に嫁す[2]）

明治39年（1906年）1月生 -　没
- 六女・眞佐子（鳥取県人坂口清太郎に嫁す[2]）

明治41年（1908年）6月生 -　没
- 八女[2]